# Conchaspis didiereae
Conchaspis didiereae är en insektsart som beskrevs av Mamet 1956. Conchaspis didiereae ingår i släktet Conchaspis och familjen Conchaspididae.
Artens utbredningsområde är Madagaskar. Inga underarter finns listade i Catalogue of Life.